# Гоце Делчев (хижа)
Вижте пояснителната страница за други значения на Гоце Делчев .
Хижа „Гоце Делчев“ се намира в Пирин планина. Носи името на апостола Гоце Делчев.
Разположена е на 10 км по асфалтово шосе южно от град Добринище в местността Логовето, на 1412 метра надморска височина. Представлява масивна двуетажна постройка с 4 стаи, салон, бюфет и кухня. Хижата е водоснабдена и електрифицирана, разполага с радиовръзка. Може да подслони до 150 души. Построена е през 1950 г. от туристическо дружество „Мангъртепе“, с. Добринища. От хижа „Гоце Делчев“ до хижа „Безбог“ има прокарани ски писта и седалков лифт, работно време от 8:30 до 16:00.

## Туристически маршрути и забележителности
В околността на хижа „Гоце Делчев“, в местността Гундова мочара се намира една от природните забележителности на Пирин планина – вековното дърво Високата ела. През хижа Гоце Делчев минава маркираната в зелено пътека от Добринище за х. „Безбог“. Дистанциите са, както следва:
- от Добринище до хижа „Гоце Делчев“ – 2:30 часа
- от хижа „Гоце Делчев“ до хижа „Безбог“ – 2:30 часа. Пътеката е дублирана от коларски път и пресича на няколко места ски-пистата.

От хижа „Гоце Делчев“ могат да се предприемат кратки дневни излети до следните забележителности:
- Високата ела в м. Гундова Мочара – 15 мин.
- местността Мочарата – 45 минути по калдъръмен път, западно от хижата има и пряк път.
- местността Чатарлъка – 1:15 часа на запад-северозапад от хижата.[1][2][3]